# جيمي سميث (لاعب كرة سلة)
جيمي سميث (6 ديسمبر 1934 في الولايات المتحدة - 5 مايو 2002 في الولايات المتحدة) (بالإنجليزية: Jimmy Smith)‏ هو لاعب كرة سلة أمريكي في مركز هجوم قوي الجسم.

## وصلات خارجية
- جيمي سميث على موقع سبورتس رفرنس (الإنجليزية)
- جيمي سميث على موقع ريلجم (الإنجليزية)